# Uwe Timm
Uwe Hans Heinz Timm,  nemški pisatelj, * 30. marec 1940, Hamburg, Nemčija

## Življenje
Uwe Timm je tretji otrok zakoncev Hansa in Anne Timm. Pri treh letih so ga med drugo svetovno vojno (1943) skupaj z materjo izselili k sorodnikom v Coburg. Pozno poleti leta 1945 sta se z materjo vrnila v Hamburg, kjer je oče, ki se je vrnil iz vojne, odprl krznarstvo. Ob koncu osnovne šole se je izučil za krznarja v podjetju Levermann. Po končanem poklicnem izobraževanju je Uwe Timm leta 1958 prevzel podjetje preminulega očeta († 1. september 1958), trgovino s krznom, ki je bila globoko zadolžena. Po prenovi podjetja je od leta 1962 dalje obiskoval braunschweigski pripravljalni tečaj. Tam je spoznal Benna Ohnesorga, ki je bil izdajatelj časopisa teils-teils. Timmove pesmi so bile objavljene v prvi in edini številki časopisa.
Uwe Timm je 5. marca leta 1963 končal pripravljalni tečaj z maturo. S partnerko Jutto Kosjek, ki je maja leta 1964 postala mati njegove prve hčere Katharine, je Timm odšel študirat filozofijo in germanistiko na Univerzo v Münchnu. Za razliko od Timma je Benno Ohnesorg začel s študijem v Berlinu. Timmovi profesorji na Univerzi v Münchnu so bili filozof Max Müller (učenec Martina Heideggerja), mediavist Hugo Kuhn in germanist Walter Müller-Seidel.
Leta 1966 je nadaljeval s študijem pri Raymondu Aronu in Jeanu Wahlu na Sorboni v Parizu, kjer je spoznal Alice Dermigny in matematika Diedericha Hinrichsena. Z Diederichom je Timm napisal gledališko delo, ki ni izšlo, saj zanj ni našel založbe. V Parizu je leta 1967 izvedel novico o smrti prijatelja Benna Ohnesorga.
Nato se je septembra leta 1967 vrnil v München, kjer je bil med letoma 1967 in 1969 politično dejaven v nemškem socialističnem združenju študentov. Pisal je agitacijsko propagandno poezijo in ulična gledališka dela, sodeloval je tudi pri okupaciji Univerze v Münchnu. Med protesti leta 1968 je nekaj časa živel v Hamburgu. Vzpostavil je stik z delovno skupnostjo avtorjev hamburške literarne levice, ki so ji med drugimi pripadali tudi pisatelji, kot so Klaus Kuhnke, Peter Schütt in Uwe Wandrey.
Novembra leta 1969 se je Uwe Timm poročil z Dagmar Ploetz iz Argentine (iz mesta Villa Gesell) ‒ njeni predniki že 150 let živijo v Južni Ameriki. Kasneje je Dagmar postala prevajalka.
Po uspešno zaključenem študiju je Timm leta 1970 vpisal še sociologijo in ekonomijo, vendar je leto kasneje šolanje prekinil. Leta 1971 je napisal disertacijo s tematiko problema absurdnosti pri Albertu Camusu. 
Od takrat dalje je Timm svoboden pisatelj. Med letoma 1971 in 1972 je ustanovil Wortgruppe München (besedno skupino Münchna), bil pa je tudi soizdajatelj časopisa Literarische Hefte. Med letoma 1972 in 1981 je bil izdajatelj pri kolektivu Autorenedition založbe Bertelsmann, kjer je od začetka sodeloval z Uweom Frieselom, Richardom Heyem in Hannelieso Taschau. Po razveljavitvi je začel delati pri založbi Kiepenheuer & Witsch v Kölnu. 
Uwe Timm je leta 1973 postal član nemške komunistične stranke, vendar se z njihovimi cilji oz. nameni ni mogel popolnoma poistovetiti. Tako je leta 1981 izstopil, med drugim tudi zaradi  nekritičnega odnosa stranke do Nemške demokratične republike. Istega leta se je za dve leti preselil v Rim. Trenutno Uwe Timm z družino živi v Münchnu in Berlinu. 
Uwe Timm je bil trikrat imenovan za writer in residence (pisatelj, ki je tudi občasen univerzitetni predavatelj), na univerzah v angleško govorečem področju:
- 1981: Univerza v Warwicku
- 1994: Swansea
- 1997: Univerza Washington v St. Luisu

V Nemčiji je vodil predavanja o poetiki:
- zimski semester 1991/92: Univerza Paderborn ‒ izdano na zvočnem posnetku Erzählen und kein Ende (Pripovedovati brez konca),
- 2005: Univerza v Bambergu,
- letni semester 2009: predavanja o frankfurtski poetiki na Univerzi Frankfurta na Majni.

Spomladi leta 2009 je na Univerzi Leuphana v Lünebergu dobil prvo docenturo. Poleg tega je bil leta 2006 častni gost na akademiji Deutsche Akademie Rom Villa Massimo. Leta 2012 pa je dosegel profesuro bratov Grimm.

## Članstvo
Od jeseni leta 1994 je Uwe Timm član Nemške akademije za jezik in književnost (DASD) v Darmstadtu, PEN centra Nemčije in Akademije umetnosti v Berlinu. 

## Literarna recepcija
Po izidu romana Vroče poletje (Heißer Sommer) leta 1974 je Uwe Timm prvič pritegnil pozornost kot pisatelj. To delo še danes sodi med redke literarne izdelke, ki so nastali med študentskim gibanjem leta 1968. Tudi njegov postkolonialen roman Morenga (Morenga) je pripomogel k njegovi prepoznavnosti.
Velik uspeh je dosegel v začetku 90. let z romanom Odkritje pečenice s karijem (Die Entdeckung der Currywurst), ki je bil preveden v več kot 20 jezikov. Po noveli so leta 2008 posneli tudi film, v katerem so igrali Ulla Wagner, Barbara Sukowa in Alexander Khuon.
V novem stoletju je požel slavo z romanom Rdeče, ki govori o upanju in željah iz leta 1968, o načinu, utopijah in zločinih našega življenja. V slovenščino ga je leta 2008 prevedel Slavo Šerc (Cankarjeva založba, zbirka Moderni klasiki). Leta 2003 je izšla avtobiografska pripoved Na primeru mojega brata (Am Beispiel meines Bruders), ki je sprožila splošno diskusijo o nemških spominih na nacionalizem. Podoben učinek je sprožila tudi pripoved Prijatelj in tujec (Der Freund und der Fremde, 2005), saj delo obravnava prijateljstvo z Bennom Ohnesorgom. Z romanom Pašnik ptic (Vogelweide) je leta 2013 prišel na seznam za nemško književno nagrado Deutscher Buchpreis.
Njegova dela so bila med drugim prevedena tudi v danščino, angleščino, francoščino, italijanščino, nizozemščino, norveščino, poljščino, ruščino, španščino, češčino, ukrajinščino in madžarščino.

## Nagrade
- 1979 Literarna nagrada mesta Bremen za roman Morenga (Morenga, 1978), ki govori o Jakobu Morengi.
- 1989 Literarna nagrada mesta München
- 1990 Literarna nagrada nemškege mladinske književnosti za delo Dirkalni pujs Rudi Rilec (Rennschwein Rudi Rüssel, 1989; sl. 2011)
- 1996 Bavarska filmska nagrada za mladinski film Dirkalni pujs Rudi Rilec (Rennschwein Rudi Rüssel, 1989; sl. 2011)
- 2002 Literarna nagrada mesta München
- 2003 Literarna nagrada Erika Regerja
- 2006 Literarna nagrada Jakoba Wassermanna
- 2009 Priznanje Heinricha Bölla
- 2012 Medalja Carla Zuckmayerja